# Деструс
Деструс (фр. Destrousse) је насељено место у Француској у региону Прованса-Алпи-Азурна обала, у департману Ушће Роне.
По подацима из 2011. године у општини је живело 3013 становника, а густина насељености је износила 1028,33 становника/km².

## Демографија
| 1990. | 2011. |
| ----- | ----- |
| 2.270 | 3.013 |